# Lac Moquehue
Le lac Moquehue est un lac de la province de Neuquén, en Argentine. Il est situé dans le département d'Aluminé, entièrement au sein des Andes de Patagonie argentine, à plus ou moins 25 km au nord du parc national Lanín. 

## Géographie

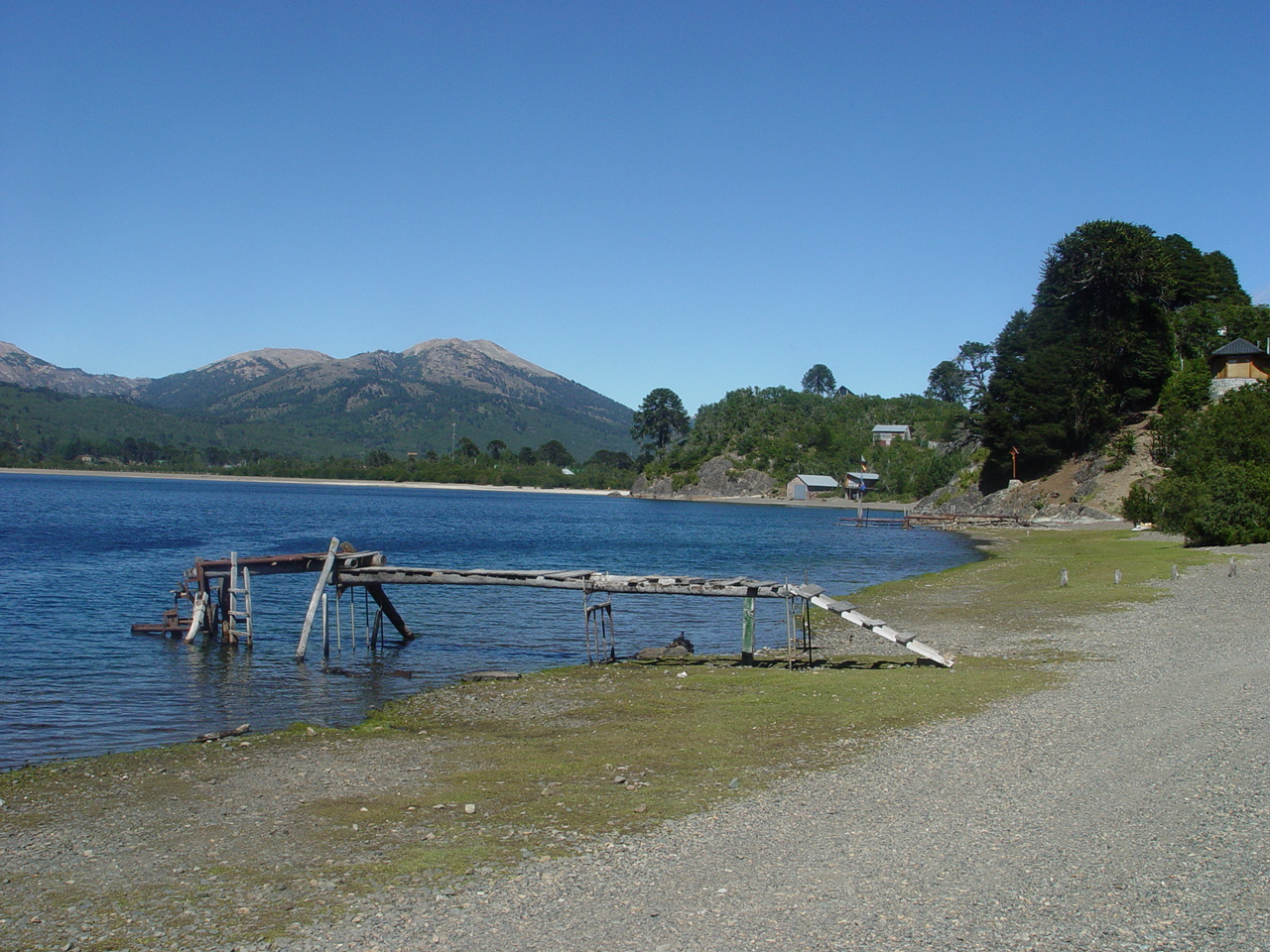
Le lac Moquehue côté nord.

Il occupe le fond d'une vallée glaciaire orientée est-ouest.

Le lac est entouré de bois de type andino-patagonique, comprenant de nombreux Araucaria araucana. Situé hors du parc national Lanín, ces forêts ne sont pas protégées, cela à la différence de la plupart des lacs de la région. Cependant, le paysage n'a pas été fortement altéré par le peuplement humain, contrairement aux rives du lac Aluminé voisin.
La pêche constitue un des principaux buts des visites de touristes. On pêche dans ses eaux, avant tout des salmonidés. On peut aussi s'y baigner, car malgré la haute altitude du lac, ses eaux sont relativement tièdes.
Le lac Moquehue a une couleur bleu ciel, et les montagnes qui l'entourent de toutes parts ont toujours leurs sommets un peu enneigés. 
Non loin du lac se trouve le col paso de Icalma, frontière entre l'Argentine et le Chili. 

## Émissaire
Le lac déverse ses eaux dans le lac Aluminé, par un passage court et étroit (400 mètres de long sur moins de 80 mètres de large).